# Тшешин
Тшешин (пол. Trzeszyn, нім. Tressin) — село в Польщі, у гміні Карниці Ґрифицького повіту Західнопоморського воєводства.
Населення — 142 особи (2011).
У 1975-1998 роках село належало до Щецинського воєводства.

## Демографія
Демографічна структура станом на 31 березня 2011 року:
|          | Загалом | Допрацездатний вік | Працездатний вік | Постпрацездатний вік |
| -------- | ------- | ------------------ | ---------------- | -------------------- |
| Чоловіки | 63      | 13                 | 45               | 5                    |
| Жінки    | 79      | 15                 | 47               | 17                   |
| Разом    | 142     | 28                 | 92               | 22                   |